# Périgord

Znak hrabství Périgord, dnes departementu Dordogne

Périgord  [peri'gɔr] (okcitánsky Peiregòrd nebo Perigòrd) je název historického území v jihozápadní Francii, které se rozkládá kolem přirozeného centra Périgueux v departementu Dordogne. Původně byl Périgord hrabstvím, které král Jindřich IV v roce 1607 definitivně připojil k Francouzskému království. Území je známé svými prehistorickými nálezy.

## Historie
V období 30 000 př. n. l. žili obyvatelé v jeskyních Lascaux a Cro-Magnon, kde zanechali nástěnné malby, které jsou dnes světovým dědictvím. Člověk kromaňonský je nazván podle jedné z jeskyň.
Ve starověku obývali území Keltové a poté jej dobyli Římané. Pozůstatky staveb z antického období se dochovaly ve městě Périgueux. Během stěhování národů dobyli Périgord Frankové.
V roce 866 bylo založeno hrabství Périgord, které bylo rozděleno na čtyři léna, jejichž centra se nacházela v Mareuil, Biron, Beynac a Bourdeilles. Během středověku byl Périgord častým místem bojů mezi Francouzi a Angličany. Po svatbě Eleonory Akvitánské
s Jindřichem II. Plantagenetem se tato část francouzského území stala lénem anglického krále. Ve stoleté válce vedla frontová linie přímo Périgordem. Po bitvě u Castillonu v roce 1454 připadlo území opět Francii.
Během druhé světové války vedla Périgordem demarkační linie mezi obsazenou Francií a Vichistickou Francií.